# Stelnica, Ialomița
Stelnica este satul de reședință al comunei cu același nume din județul Ialomița, Muntenia, România.
Stelnica este numită după mama lui Mihai Viteazu, Steanca. Primarul actual este Costel Brateș.